# 早安少女組。乙女組
早安少女組。乙女組（日语：モーニング娘。おとめ組）是早安少女組的兩個小分隊之一，另一隊為櫻花組。兩個小分隊主要在2003年9月至2004年3月期間進行活動。

## 成員
組成時有以下七名成員，至今已全數畢業離隊：
- 飯田圭織（2005年1月30日畢業）
- 石川梨華（2005年5月7日畢業）
- 辻希美（2004年8月1日畢業）
- 小川麻琴（2006年8月27日畢業）
- 藤本美貴（2007年6月1日離隊）
- 道重沙由美（2014年11月26日畢業）
- 田中麗奈（2013年5月21日畢業）

## 活動
隨著六期成員在2003年1月加入團隊後，早安少女組。人數增至十五人。考慮到由於組合人數眾多，大部分演出只能在大型的演唱會場地進行，因此將在同年9月起分拆成兩個小分隊進行活動，此舉能夠讓成員更多地接觸日本各地的小場地，作出更全面的宣傳。兩個小分隊更會在同天分別推出單曲，互相競爭。「乙女」一詞在日文的意思為少女。比起櫻花組，乙女組主題更面向日本時下年輕人，主打搖滾、輕快的節奏，以更成熟的角度看待愛情。兩個小分隊的資料也一同登載於早安家族官網上。
隨著成員畢業離隊，主團隊人數陸續減少，小分隊在2004年4月之後沒有再推出新單曲，活動也回歸以全團一同進行為主。但在演唱會中仍會以小分隊形式表演推出過的單曲。
2007年1月27日和28日，在《Hello! Project 2007 Winter 〜集結! 10th Anniversary〜》演唱會上，由除當時在海外留學的小川麻琴外的原成員六人演唱【愛の園～Touch My Heart!】。
2009年1月31日和2月1日，在《Hello! Project 2009 Winter 決定! 早安☆家族 Award'09 〜Elder Club畢業紀念Special〜》演唱會上，由原成員七人的完整陣容再次演唱【愛の園～Touch My Heart!】。
2009年4月，早安家族官網上乙女組和櫻花組的資料一同被刪除。

## 現況
2009年之後，早安少女組。還是會不時在演唱會中對現役成員進行分組來演繹乙女組的歌曲：
2009年9月，在《早安少女組。Concert Tour 2009秋　～ Nine Smile ～》演唱會中，由當時仍在籍的原成員道重沙由美、田中麗奈，加上久住小春、純純，共四人演唱【友情～心のブスにはならねぇ!～】。
2017年3月25日，早安少女組。′17在《早安家族女兒節2017》演唱會中，選出生田衣梨奈、飯窪春菜、佐藤優樹、工藤遙、尾形春水、羽賀朱音、加賀楓，共計七人的組合重新演繹【愛の園～Touch My Heart!】。
2023年11月28日，在《早安少女組。′23 Concert Tour 2023秋「Neverending Shine Show」SPECIAL》演唱會中，由原成員石川梨華、辻希美、道重沙由美、田中麗奈，加上現役成員牧野真莉愛、橫山玲奈共六人特別演繹【愛の園～Touch My Heart!】。

## 音樂

### 細碟
1. （2003年9月18日）
2. （2004年2月25日）

### DVD（細碟）
- (Single V)・ （2003年10月16日）
- (Single V)・（2004年3月24日）

### DVD（演唱會）
- 2003～4年　（2004年6月9日）

## 公演
- 2003～4年　（2003年11月24日～2004年3月21日　14都市30公演）

## 關連項目
- Hello! Project
- 早安少女組

## 外部連結
- 早安少女組。乙女組官方網頁(日文) （页面存档备份，存于）